# Oberleutnant zur See

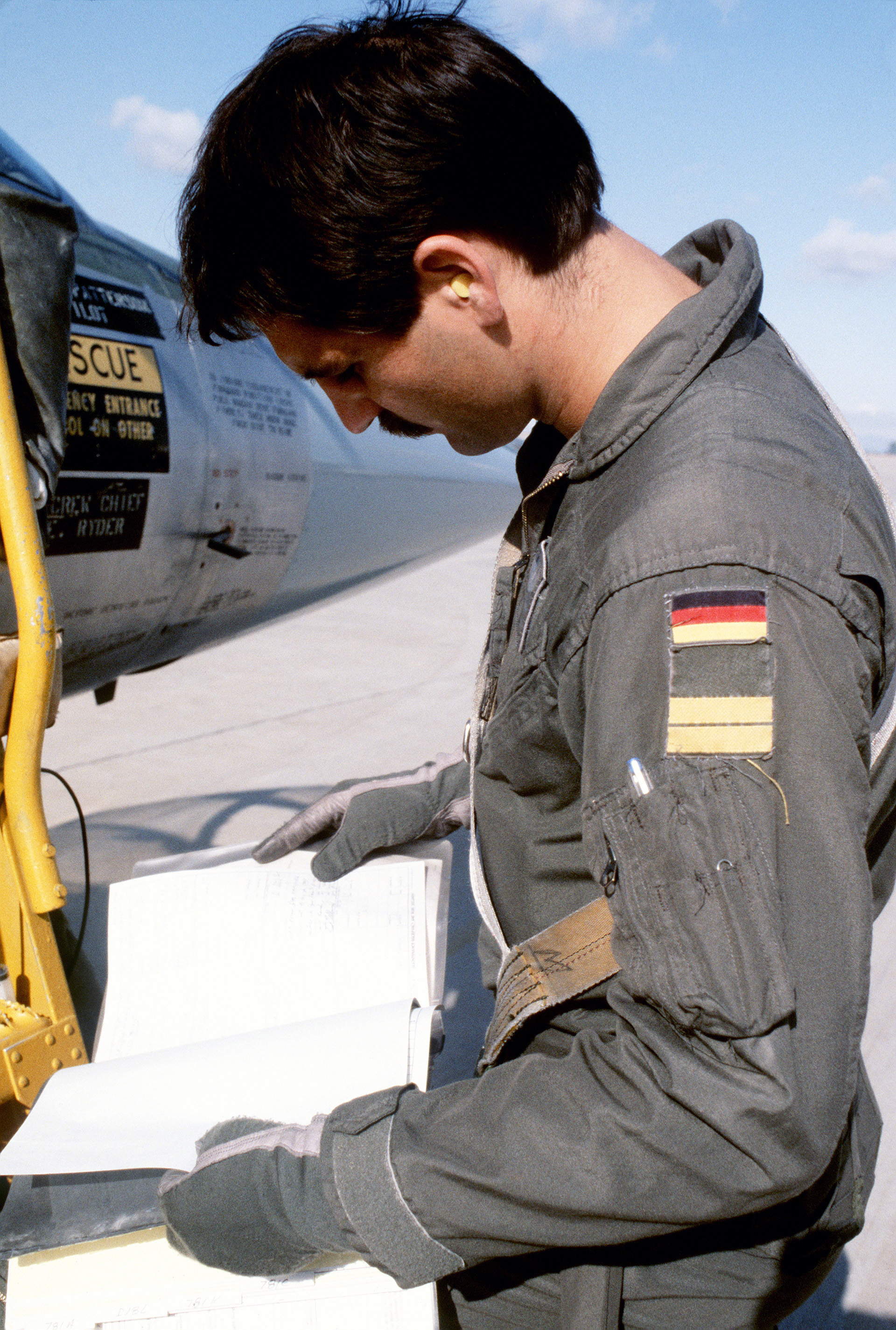
Ein Oberleutnant zur See der damaligen Bundesmarine (1982)

Der Oberleutnant zur See ist ein Dienstgrad.

## Bundeswehr
Der Oberleutnant zur See ist einer der Dienstgrade der Bundeswehr für Marineuniformträger. Gesetzliche Grundlage ist die Anordnung des Bundespräsidenten über die Dienstgradbezeichnungen und die Uniform der Soldaten und das Soldatengesetz.

### Anrede
Im militärischen Sprachgebrauch wird ein Soldat im Dienstgrad Oberleutnant zur See häufig kurz mit „Herr bzw. Frau Oberleutnant“ angeredet und gegrüßt.

### Dienstgradabzeichen
Die Dienstgradabzeichen der Oberleutnante zur See zeigen zwei mittelbreite Ärmelstreifen auf beiden Unterärmeln.

### Sonstiges
Die Dienstgradbezeichnung ranggleicher Luftwaffen- und Heeresuniformträger lautet Oberleutnant. Hinsichtlich Befehlsbefugnis, Ernennung, Sold, den nach- und übergeordneten Dienstgraden, ähnlich auch hinsichtlich der Dienststellungen sind Oberleutnante zur See und Oberleutnante gleichgestellt.
| Offizierdienstgrad |                                   |                           |
| Niedrigerer Dienstgrad |                                   | Höherer Dienstgrad        |
| Leutnant Leutnant zur See | Oberleutnant Oberleutnant zur See | Hauptmann Kapitänleutnant |
| Dienstgradgruppe: Mannschaften – Unteroffiziere o.P. – Unteroffiziere m.P. – Leutnante – Hauptleute – Stabsoffiziere – Generale |                                   |                           |

## Volksmarine
Der Oberleutnant zur See war in der Volksmarine der Deutschen Demokratischen Republik ein Dienstgrad in der Dienstgradgruppe der Leutnante. Er entsprach dem Oberleutnant der anderen Teilstreitkräfte der Nationalen Volksarmee. Der Dienstgrad war vergleichbar dem NATO-Rangcode OF-1. Die Dienstgradbezeichnung Oberleutnant zur See wurde formell in Oberleutnant geändert und glich damit der Bezeichnung in den anderen Teilstreitkräften. Informell fand die Dienstgradbezeichnung Oberleutnant zur See jedoch beibehalten.
Das Dienstgradabzeichen bestand aus Schulterstücken mit marineblauem Untergrund und parallel verlaufenden silberfarbenen Schnüren. Auf dem Schulterstück waren drei viereckige goldfarbene Schultersterne in Dreieckform angebracht. Das Ärmelabzeichen bestand aus zwei gelbfarbenen einfachen Streifen. Darüber war das Laufbahnabzeichen aufgenäht. Im Unterschied zu allen übrigen deutschen Marinestreitkräften bedeckten die Ärmelabzeichen nur zu ca. 40 % den Ärmelumfang.
| Dienstgrad                    |                      |                        |
| niedriger: Leutnant (zur See) | Oberleutnant zur See | höher: Kapitänleutnant |

## Deutsche Marinen bis 1945
In der Marine des Deutschen Kaiserreiches und der Deutschen Kriegsmarine bezeichnete der Oberleutnant zur See (bis 31. Dezember 1898 Leutnant zur See) ebenfalls den höchsten Dienstgrad in der Dienstgradgruppe der Leutnante, vergleichbar dem NATO-Rangcode OF-1. Er entsprach auch hier dem Oberleutnant in Heer und Luftwaffe.
Ingenieuroffiziere trugen an Stelle des Seesterns am Ärmel und auf den Schulterstücken ein Zahnrad, Sanitätsoffiziere den Äskulapstab, Marinewaffendienst 2 gekreuzte Rohre, Sperrwaffendienst eine Raise (symbolisierte Mine), Nachrichtendienst einen Blitz, Verwaltungsoffiziere den Merkurstab.
Im Kaiserreich trug der OLzS nur einen (mittel-)breiten Streifen. Seeoffiziere an Stelle des Seesterns eine Krone.
| Dienstgrad                                                                |                      |                        |
| niedriger: Leutnant zur See (bis 31. Dezember 1898 Unterleutnant zur See) | Oberleutnant zur See | höher: Kapitänleutnant |

Siehe hier:

→ Bildtafel, Dienstgrade der Kriegsmarine